# Рельєф Польщі
Рельєф Польщі. Близько 3/4 площі країни займають низовини (переважно на півночі і заході). Як і для всієї південно-східної Прибалтики, для півночі Польщі характерний рельєф, який сформувався в льодовиковий період.
Велику частину центральної Польщі займають Великопольсько-Куявська і Мазовецько-Підляська низовини
На півдні, південному заході та південному сході низовини змінюються Сілезько-Малопольським підняттям з невисокими (до 600 м) Свентокшиськими горами і в основному плоскою Люблінською височиною. Вздовж південних кордонів простягаються гори Судети. На схід від Моравських Воріт розташовані Карпати з передовою грядою Західних і Східних Бескид. Тільки Високі Татри в Польщі мають гострі гірські піки, глибокі ущелини і льодовикові форми рельєфу в гребеневій зоні. Більш низькі ланцюги Карпат мають округлі форми і в значній частині покриті лісами.

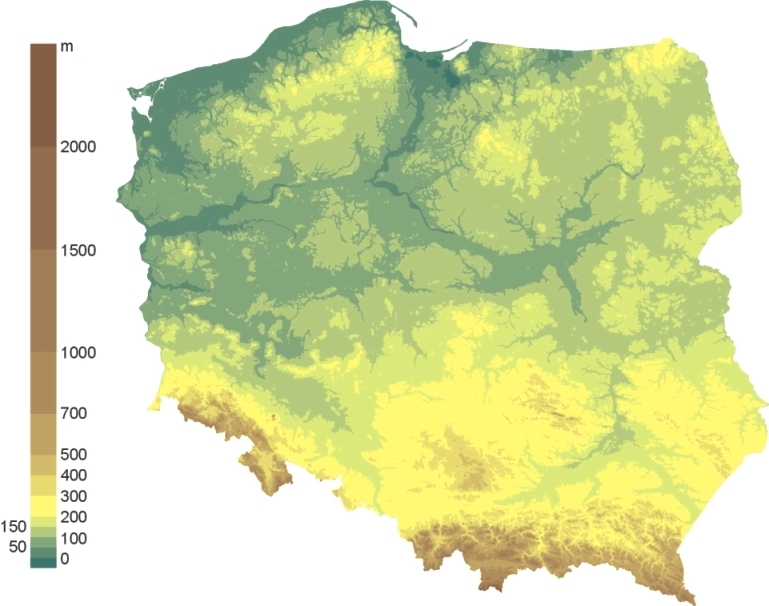
Гіпсометрична карта Польщі

## Тектоніка і геологічна будова
На території Польщі виділяються платформна частина (південно-західна околиця Східно-Європейської платформи на сході, Середньоєвропейська плита і східна частина Західно-Європейської платформи на заході) і складчаста область, що простягається вузькою смугою на півдні країни (Західні і Східні Судети, Свентокшиські гори, Карпати з Передкарпатським крайовим прогином). Межа між платформними структурами проходить по зонах глибинних розломів, що знаходять відображення у флексурах і розривних порушеннях осадового чохла.
Фундамент Східно-Європейської платформи представлений різноманітним комплексом від архейських до середньопротерозойських порід. У депресіях і ґрабенах фундаменту розвинені верхньопротерозойські кварцитизовані пісковики і сланці. Глибина залягання фундаменту від 0,5 км (Мазурсько-Сувалковський виступ) до 8-9 км (Люблінсько-Львівська западина). З анортозитами фундаменту пов'язані ванадійвмісні титан-ільменітові руди, з кварцитовими серіями — залізисті кварцити.
Нижні шари чохла платформи представлені рифейськими червонокольоровими гірськими породами і вулканогенно-осадовими породами, що наповнюють на сході країни древні авлакогени.
Західноєвропейська платформа являє собою монокліналь північно-східного падіння, яка в західній частині має назву Передсудетської, а в сході — Краківсько-Сілезької. Герцинський фундамент представлений дислокованими флішеподібними породами і ґраувакками нижнього карбону. Чохол платформи складений теригенно-уламковими породами карбону з прошарками вугілля, верхньо-кам'яновугільно-нижньопермськими породами. У покрівлі «червоного лежня» на Передсудетській монокліналі розташовані численні родовища природного газу.
Складчаста основа Середньоєвропейської плити складена філітами рифею, кварцитами і метаморфізованими ґраптолітовими сланцями ордовика і силуру. Глибина залягання його від 1-2 км на бортах синеклізи до 8-13 км в центрі. Чохол представлений верхньопалеозойськими теригенно-карбонатними відкладами в нижній частині розрізу і переважно соленосними у верхній. До доломіту тріасу на півдні країни приурочено свинцево-цинкове зруденіння. Розріз мезозою вінчається теригенними відкладами нижньої і карбонатними породами верхньої крейди.
Західні Судети складені гнейсами архею, метаморфізованими сланцями і вулканогенно-осадовими породами нижнього палеозою, сланцями, ґраувакками і вапняками девону, грубоуламковими породами карбону, прорваними гранітами. Виділяють Північно-Судетську і Внутрішньо-Судетську западини. До останньої приурочені родовища кам'яного вугілля. У передгірській Верхньосілезькій западині розвинені вугленосні гірські породи карбону, з якими пов'язані родовища кам. вугілля.
Передкарпатський прогин, що є частиною альпійської області Карпат, північним пологим бортом накладений на елементи герцинської складчастої системи Середньоєвропейської плити і Східно-Європейської платформи. Виповнююча прогин моласова товща міоцену складена теригенними породами з соленосною товщею в середній частині. З гіпсом і ангідритами останньої пов'язані родовища самородної сірки. Піщані горизонти моласи містять численні поклади природного газу. Зовнішні Карпати складені потужною товщею крейдових і палеогенових флішових відкладів. З флішовими відкладами крейди-палеогену пов'язані дрібні родов. нафти і газу.
У Внутрішніх Карпатах виділяють Пенінський пояс, міжгірну Підгальську западину і гірський масив Татри. Пенінський пояс складений дислокованими вапняками юри, які утворюють останці, і мергелистими породами крейди. Підгальська западина виконана палеогеновими грубоуламковими і піщано-глинистими відкладами.